# Gueudecourt
Gueudecourt (picardisch: Gudecourt) ist eine französische Gemeinde mit 96 Einwohnern (Stand 1. Januar 2022) im Département Somme in der Region Hauts-de-France im Norden von Frankreich. Die Gemeinde gehört zum Kanton Péronne.

## Geographie
Die Gemeinde liegt rund sieben Kilometer südlich von Bapaume an den Départementsstraßen D74 und D574 und im Westen der Autoroute A1 und der parallelen TGV-Strecke in einem Vorsprung des Départements Somme in das Département Pas-de-Calais.

## Geschichte
Während des Ersten Weltkriegs war die Gemeinde im Zug der Schlacht an der Somme im September 1916 Schauplatz schwerer Kämpfe. Sie erhielt als Auszeichnung das Croix de guerre 1914–1918.

## Einwohner
| 1962 | 1968 | 1975 | 1982 | 1990 | 1999 | 2006 | 2010 |
| ---- | ---- | ---- | ---- | ---- | ---- | ---- | ---- |
| 137  | 106  | 87   | 76   | 81   | 104  | 103  | 103  |

## Verwaltung
Bürgermeister (maire) ist seit 2008 Damien Guise.

## Sehenswürdigkeiten
- Kleiner Glockenstuhl
- Kriegerdenkmal
- Neufundland-Denkmal an der D574